# Bazilika sv. Kastorja, Koblenz
Bazilika sv. Kastorja tudi Kastorkirche, je katoliška cerkev v starem mestu Koblenz. Bazilika, katere prva stavba je bila končana v prvi polovici 9. stoletja in sedanji videz iz 12. in  19. stoletja, je najstarejša ohranjena cerkvena zgradba v mestu in stoji ob Deutsches Eck, na rtu med [Ren]om in Mozelo. Cerkev je pomembna romanska zgradba v srednjem Renu in zaradi svojih obsežnih ohranjenih obstoječih objektov, pa tudi pretežno tradicionalnih značilnosti, velikega zgodovinskega pomena. Z drugima dvema romanskima cerkvama, cerkev Naše ljube gospe in Florinskirche oblikuje obris starega mestnega jedra. Na trgu pred baziliko je tako imenovani Kastorbrunnen, nenavaden pričevalec o napoleonskih vojnah. Papež Janez Pavel II. je cerkev povišal v baziliko minor 30. julija 1991. Njen patron je sveti Kastor iz Kardena.

## Zgodovina
Na mestu današnje cerkve, ki je zgrajena na poplavnem območju, je stala naselbina že v prazgodovini. Rimljani so zgradili na tem področju v času cesarja Avgusta (27 pr. n. št.-14 n. št.) prvo utrdbo, katere dokaz so našli novembra 2008, pri gradbenih delih za Nacionalni vrtnarsko razstavo 2011, ko so odkrili starodavni jarek. Štiri meter širok in 2,5 metra globok jarek, 100 krat 100 metrov velik kastrum je dokaz zgodnjega rimskega naselja Koblenz, potem ko so ga prej 150 let zaman iskali na območju starega mestnega jedra.  Po tem ko so našli kastrum, so na območju današnjega kora cerkve našli galsko-rimski tempelj, ki je obstajal od konca 1. do 4. stoletja. V frankovskih časih je bil od leta 600 do srede 12 stoletja  prostor uporabljen za pokopališč.
Prva zgradba cerkve sv. Katorja je bila zgrajena 817-836 pod nadškofom Hetti iz Trierja s pomočjo cesarja Ludvika Pobožnega izven mestna Confluentes in posvečena 12. novembra 836. Ker je bil frankovski kraljevi dvor v Koblenzu, je Ludvik gradil cerkev kot karolinško lastno cerkev. Vendar pa je Ludvik v Koblenz prišel po posvetitvi cerkve. To povečuje pomen nadškofa, še posebej, ker je bila cerkev do 13. stoletja zunaj mesta Koblenz. Relikvije sv. Kastorja so bile prenesene na posvetitvi kolegijske cerkve sv. Kastorja iz Kardena ob Mozeli v Koblenz. Kot svetnik Koblenza je Ludvik domnevno hči Rizzo častil v cerkvi, katere relikviarij še vedno stoji v cerkvi.
Prva cerkev iz 9. stoletja je bila karolinška Dvoranska cerkev s širino današnje glavne ladje. Na zahodu je bilo preddverje, imela je tudi transept in na vzhodu polkrožno apsido. Na zunanji strani jo je obdajal hodnik. Na tem delu je bil vložek, ki se je na vzhodu raztezal do rotunde. Cerkev je pripadala tako imenovani Kastorstift (kolegijska cerkev sv. Kastorja), kjer so duhovniki živeli v samostanu.
V 9. stoletju je bil samostan sv. Kastorja tesno povezan s cesarsko zgodovino. V letu 842 so bile tu sprejete določbe, ki se nanašajo na dejavnost frankovskega kraljestva in s pogajanji, ki so vodila do podpisa Verdunske pogodbe leta 843. Rezultat te pogodbe je bila razdelitev frankovskega imperija na tri dele (Zahodno frankovsko kraljestvo, Lotaringijo in Vzhodno frankovsko kraljestvo.
Samostan sv. Kastorja je postal pomembno zbirališče kraljev in cesarjev in njihovih potomcev ter kraj posredovanj, kjer so bili v primeru sporov vladajoči cesarji in kralji na pogajanjih in poravnavah. V juniju 860 na primer, so se karolinški vladarji treh kraljestev Karel Plešasti, Lotar II. In Ludvik Nemški dogovorili, da bodo razlike reševali sporazumno in podpisali Koblenški mir.
Leta 882 so Koblenz napadli Normani in cerkev uničili, a so jo takoj obnovili. Ob nadaljnji izgradnji v 11. stoletju je bila razširjeno zahodno preddverje s fasado z dvema stolpoma. Obnova cerkve v sedanji obliki in velikosti se je začela okoli leta 1160 pod upravnikom Buvom. Vse starejše zgradbe vzhodno od transepta so bile podrte. Na istem mestu je zgrajen tridelni kor z bogato razgibano centralne apsido, z dvema vitkima stolpoma kot nasprotje zahodnima stolpoma. Med transeptom in korom je nastala nadstropna zakladnica. Zahodna stolpa so leta 1180 povečali na šest nadstropij.
V boju med Ottom IV. In Filipom Švabskim je bila oktobra 1198 poškodovana tudi cerkev sv. Kastorja. Vitez z imenom Walter je padel v obrambi samostana. Potem so v začetku 13. stoletja karolinško dvoransko ladjo nadomestili z bazilikalno ladjo z obokanimi stranskimi ladjami. Knezoškof Janez I. je posvetil prenovljeno cerkev in njene oltarje 27. julija 1208. Ladja je imela od 1208 raven strop, stari transept in stranski ladji so imeli v tej fazi obnove sodčkaste oboke. Z razširitvijo utrdb v Koblenzu do poznega 13. stoletja, je bila cerkev sv. Kastorja zaščitena z novim mestnim obzidjem.
Trierski knezoškof Bruno von Lauffen je leta 1110 poleg cerkvse sv. Kastorja ustanovlil Florinskirche, tako imenovan Nikolajev špital. Knezoškof Theoderich von Wied je v Koblenzu leta 1216 imenoval nemški viteški red in jim dal del posesti cerkve sv. Kastorja skupaj z Nikolajevim špitalom. Motivacija za naselitev je bila njihova dejavnost v zdravstveni negi. Takoj na vogalu, kjer se Mozela izliva v Ren, je kmalu nastala komenda, upravni sedež sodnega izvršitelja v Koblenzu, neposredno podrejen Velikemu mojstru. Ta objekt sprva imenovan Deutscher Ordt, je kasneje dobil ime Deutsches Eck.
Leta 1338 je v cerkvi sv. Kastorja potekal zadnji pomemben sestanek. Septembra 1338 so bile na široko obiskanem dvornem zboru v Koblenzu ponovno v mnogih zakonih opredeljene pravice kralja oz. cesarja. Prazničnemu zasedanju je prisostvoval tudi angleški kralj Edvard III. Ludvik ga je imenoval za cesarskega vikarja, Edvarda pa je cesarju izkazal spoštovanje. Od 1496 do 1499 je bil raven strop ladje nadomeščen z gotskim zvezdastim obokom, delo mojstra Matthiasa. Prav tako je bilo v tem času obnovljeno obokanje križišča ladij. Tako je cerkev v obliki arhitekture dosegla obstoječi videz.
Do leta 1802 je cerkev sv. Kastorja postala kolegijska. Samostanska poslopja so stala pred zahodno fasado in na južni strani je bil križni hodnik. Za korom je bilo pokopališče za člane župnije sv. Kastorja. Med sekularizacijo v francoskem času je bil samostan ukinjen, samostanske stavbe pa porušene. Cerkev sv. Kastorja je ostala župnijska cerkev. V zgodnjem 19. stoletju je prišlo nekaj relikvij sv. Kastorja iz Kardena v Koblenz in odložene v zadnjem Kastorjevem svetišču. 
Po načrtih pruskega gradbenega inšpektorja Johanna Claudiusa von Lassaulxa je bila 1848-1850 začeta popolna obnova, notranjost pa poslikana s freskami Josepha Settegasta. Baročna notranjost je bila odpravljena. leta 1805 postavljen neoklasicističen zahodni portal je bil tudi porušen in leta 1859 nadomeščen v neoromanskem slogu, ki ga je ustvaril prvi mojster stolnice v Kölnu, Franz Schmitz. V letih 1890-1895 je bila izvedena sanacija zunanjosti in obnova vseh portalov pod vodstvom mestnega arhitekta Friedricha Wilhelma Ludwina Mäcklerja. Od leta 1928 se ponovno izvajala obnova notranjosti.
Ob najtežjem zračnem napadu na Koblenz 6. novembra 1944, je bila cerkev sv. Kastorja precej poškodovana. Bombe so padle ob prihodu ameriških vojakov v marcu 1945 in dodatno poškodovale zgradbo. Kamnita substanca in oboki so večinoma ostali, prav tako oprema; le baročne orgle in njena empora so zgoreli, prav tako so bili uničeni vitraji iz 19. stoletja. Rekonstrukcija se je začela 1945. Nova podoba notranjosti je bila izvedena leta 1955. Nove orgle so bile nameščene leta 1962 v transeptu. Zahodna stolpa sta bila zavarovana 1980-1983. Notranjost je doživela zadnje obnove 1985-1990. Tu so potekala tudi arheološka izkopavanja.
Papež Janez Pavel II. je povzdignil cerkev sv. Kastorja 30. julija 1991 v manjšo papeško baziliko (bazilika minor). Od leta 1999 katoliška župnija Naše gospe in župnija Srca Jezusovega tvorita skupnost in imata skupnega pastorja. V letu 2005 jima je bila dodana tudi župnija sv. Kastorja. Območje okoli cerkve je bilo leta 2011 del prireditvenega prostora Zvezne vrtnarske razstave v Koblenzu. Zelene površine okoli cerkve so prenovili. Na južni strani je bil urejen verski rajski vrt. Na zahodni steni so bile v letu 2014 nameščene nove velike orgle in dodane manjše korne orgle.

## Zgradba in oprema

### Zunanjost
Bazilika sv. Kastorja je triladijska obokana bazilika z dvema stolpoma na fasadi, transeptom, korom in apsido z dvema manjšima stolpoma. Zunanjost cerkve je iz bledo zelenega tufa. Strmi zatrepi s pilastri razčlenjena stolpa imata streho v obliki diamanta. Zahodni portal je leta 1859 naredil Matthias Schmitz in figurativni timpanon okoli 1866 Joseph Fuchs. Preko portala v niši je kip sv. Kastorja, delo Gottfrieda Göttinga. Ladja in transept so preprosto strukturirani, proti Renu usmerjen vzhodni kor pa je še posebej bogat po vzoru na Bonnski Münster. Na obeh straneh ima okroglo trinadstropno apsido, s petnadstropnim bočnim stolpom. V tretjem nadstropju apside je pritlikava galerija s 21 arkadami. V coni oken nositi leve kot Kristusove simbole. Vse strehe so pokrite s skrilavcem.
Številni nagrobni kamni se nahajajo na steni severnega cvetličnjaka. Nekdanji pokopališče zapira zahodno stran s portalom iz 18. stoletja. Cerkev je skupaj s preddverjem dolga 58,25 m, skupna širina znaša 25,30 m. Stolpi so visoki 44,00 m.

### Trg pred cerkvijo
Arheološke raziskave v letu 1990 so jasno pokazale, da je bil zunanji prostor pred cerkvijo sv. Kastorja uporabljen od 1. stoletja pred našim štetjem za verske namene. V latènski dobi so bile tukaj koče z ognjišči. V rimskih časih je potekala po renski dolini cesta, ki je prečkala nekaj metrov severno od ustja Mozele plitvo mesto.
Na trgu pred baziliko sv. Kastorja stoji od leta 1812 Kastorjev vodnjak, ki na humoren način spominja na vpletene v spopad s sovražnikom v času Napoleonskih vojn, ki so se srečali tudi v Koblenzu. Vodnjak je prvotno stal nekaj metrov proti jugu, nato pa so ga leta 1950 preselili na sedanje mesto.

### Notranjost
Notranjost bazilike sv. Kastorja je zelo neenakomerna zaradi različnih gradbenih faz. Za ladjo so značilni stebri s pol stebri, povezani se nadaljujejo v loke. V križno obokani stranski ladji so plitvo obokane niše, ki so značilne za romaniko v srednjem Porenju. Nad biforami na obeh emporah je svetlobno nadstropje z okni, ki se bistveno razlikujejo od njih. Spremembe v 13. stoletju so bile posledica izredne širine ladje, zaradi česar je imel nekdanji graditelji silne težave. Osrednja ladja in transept imajo zvezdast obok, kor sodčkastega. Čez apsido na slavoloku je Clemens Hillebrand leta 1990 naslikal v fresko v al secco tehniki Nebeški Jeruzalem. Široka vendar nizka apsida ima na dnu slepe loke, ki se ne prilegajo oknom zgoraj. Leta 1849 je Josef Settegast naslikal fresko v kupoli, ki predstavlja Sveto Trojico. Med njimi je Kristus kralj iz 13. stoletja. Iz istega obdobja prihajajo freske, ki so zdaj nad pozno gotskimi oboki. Ker so skrite v mansardi, jih niso nikoli prebarvali in obnovili, zato so med redkimi v nespremenjeni obliki ohranjenimi stenskimi slikarijami iz tega obdobja.
Na notranji fasadni steni so našli večkrat obnovljeno Milostno iz 15. stoletja. Iz poznega srednjega veka okoli 1480 je 16 tabelnih slik s figurami dvanajstih apostolov, Jezusa Kristusa, Marije, sv. Kastorja in blažene Rizza v pozno romanskih kamnitih okvirjih. Na stebru v ladji visi bogato opremljen z okrasnimi slikami prižnica iz peščenjaka, ki je bila narejena 1625, delo Petra Kerna iz Koblenza. Glavni oltar, ki je bila zgrajen leta 1848 po načrtih arhitekta Johanna Claudiusa von Lassaulx in slikarja Heinricha Knautha, ima baročno bronasto razpelo iz leta 1685, delo Georga Schweiggerja. V severni ladji je gotski relikviarij sv. Kastorja in blažene Rizze (mestna svetnika), ki temeljita na načrtih Vincenza Statza iz leta 1894. Zanimivi so figurativni nagrobniki iz 14. do 18. stoletja, zlasti zgodovinskega in umetniškega pomena.

### Orgle
Že v letu 1422 so v cerkvi stale orgle. Naslednji instrumenti so bili zgrajeni leta 1489. Leta 1769 so imele orgle dva manuala, in so bile postavljene na leseni zahodni galeriji. Te orgle so bile večkrat obnovljena in razširjene, nazadnje leta 1929 z dodatkom dveh stranski plošč graditelja orgel Stahlhuth iz Aachna. 6. novembra 1944 je zahodno galerijo zadela bomba in jo zažgala skupaj z orglami.
Leta 1962 je podjetje Späth zgradilo tro manualne orgle (38 registrov) in elektro pogonom. Zaradi nevarnosti poplav so bile te orgle visoko na severni steni severnega transepta. Po obnovi notranjosti cerkve so bile v letu 2013 odstranjene.

### Zvonovi
Prvi cerkveni zvonovi so bili nameščeni že v 1200-ih. Dokumenti za leto 1286 pravijo, da je bil grbavec z imenom Heinrich, zvonar. V 15. stoletju je bilo v zvonikih pet zvonov, ki so bili zaseženi v času tridesetletne vojne in švedski okupaciji in so namenjeni za izdelavo topov. Vendar so lahko odkupili nazaj, preden so jih stalili. Leta 1848 so bili štirje zvonovi obnovljeni. Leta 1891 so dobili nov zvon. Zaseg zvonov v prvi svetovni vojni so preprečili. Med drugo svetovno vojno so bili zvonovi poleti 1942 odpeljani na zbirno mesto v Hamburgu. Tam jih niso pretopili in jih tako po vojni vrnili nazaj v cerkev sv. Kastorja . Zvonovi so zato eni redkih v celoti ohranjenih v regiji iz 19. stoletja.
Danes je bazilika sv. Kastorja pet zvonov. 

## Zaščita
Bazilika sv. Kastorja je zaščiten kulturni spomenik po Denkmalschutzgesetz (DSchG) in je vpisan v seznam spomenikov Porenje-Pfalška. Nahaja se v Koblenz-Altstadt v Danziger Freiheit. 
Od leta 2002 je spomenik tudi del Unescove svetovne dediščine Zgornja srednja dolina Rena . Poleg tega je zaščitena kulturna dobrina na podlagi Haaške konvencije in označena z modro belim emblemom.